# Litai
Le Litai (nom. pl. del greco antico Λιτή, «preghiera, orazione») nella mitologia greca erano gli spiriti personificazione delle preghiere.
Secondo Omero, sono figlie di Zeus, rese rugose dal loro stesso pianto. Seguono Ate, dea personificazione dell'Errore, per porre riparo ai suoi danni, ma a causa del loro passo incerto non riescono mai a raggiungerla; si prendono cura, però, di coloro cui Ate ha nuociuto.
Durante la guerra di Troia, quando Agamennone inviò un’ambasciata (guidata da Fenice) per placare l'ira di Achille con la proposta tra le altre cose di restituirgli Briseide, Fenice, che era il vecchio pedagogo di Achille, rammentò all'eroe che se qualcuno si dimostra inflessibile e respinge le Preghiere, queste si rivolgono a Zeus perché punisca l'impietoso facendolo perseguitare dalla stessa Ate.
Secondo Quinto Smirneo sono invece le Erinni a compiere la vendetta delle Litai.